# 福島県営あづま総合体育館
福島県営あづま総合体育館（ふくしまけんえいあづまそうごうたいいくかん）は、福島県福島市の福島県あづま総合運動公園内にある屋内スポーツ施設である。施設は福島県が所有し、公益財団法人福島県都市公園・緑化協会が指定管理者として管理・運営を行っている。

## 概要
1993年（平成5年）4月27日に翌々年に開催される第50回国民体育大会（第50回ふくしま国体）に合わせ落成。運動公園のほぼ中心に位置し、国体ではバレーボール競技が行われた。
館内は6,000人収容のメインアリーナとサブアリーナや、温水プール、全国的にも希少な体操競技のトレーニングピット、宿泊施設、レストラン、幼児用遊具室や児童用軽運動室などの設備を有する。
2022年8月3日東京五輪の金、銀、銅の各メダルの実物を1階ロビーにある東京2020大会記念展示コーナーで展示を始める。

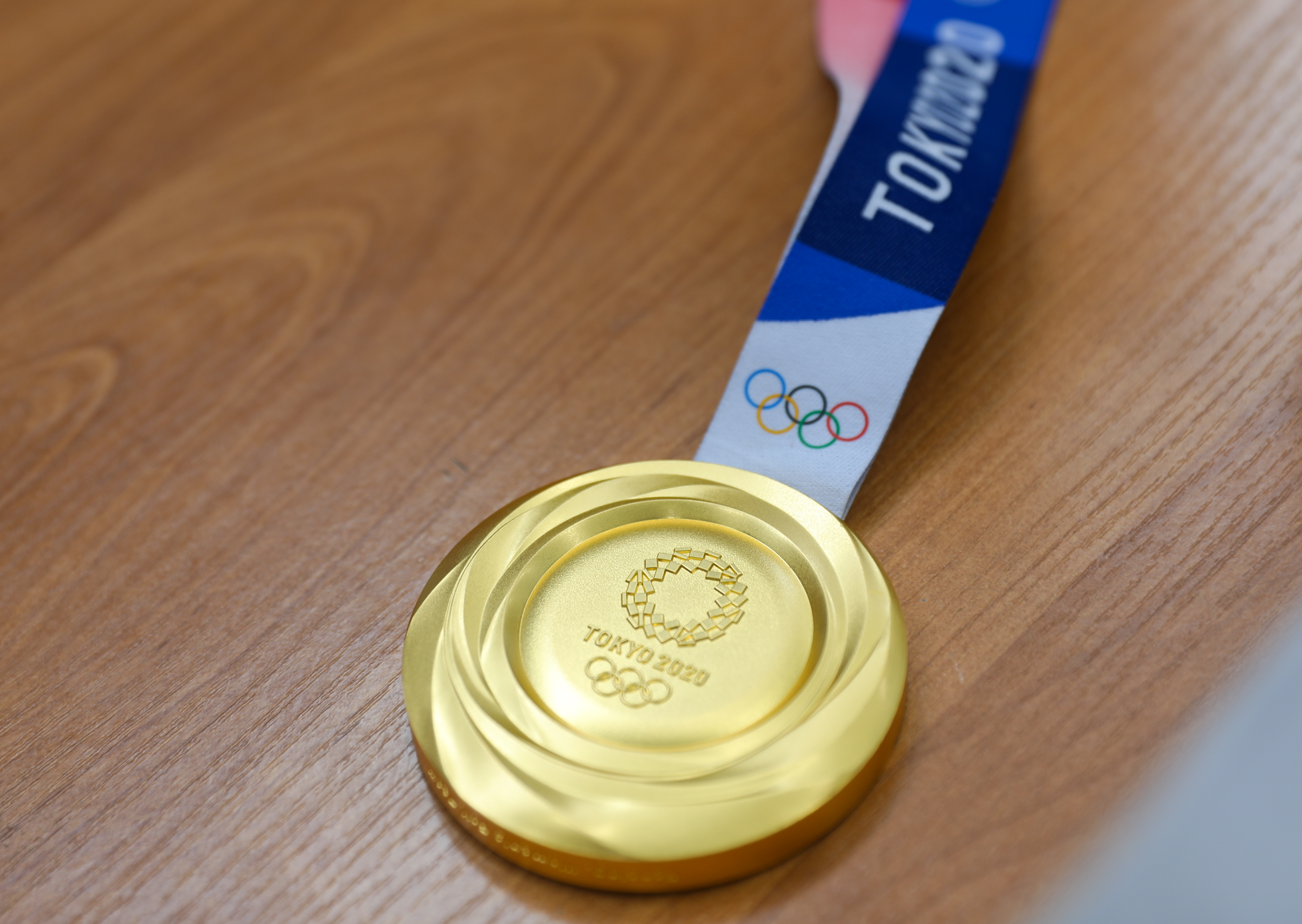
2020東京五輪金メダル

## 運動公園内その他の施設
- 福島県営あづま陸上競技場
- 福島県営あづま球場